# Gymnastique rythmique aux Jeux olympiques d'été de 2016 - concours individuel
Pour un article plus général, voir Gymnastique rythmique aux Jeux olympiques d'été de 2016.
Navigation
Londres 2012 Tokyo 2020
Les compétitions de gymnastique rythmique des Jeux olympiques d'été de 2016 organisés à  Rio de Janeiro (Brésil), se déroulent à l'Arena Olímpica do Rio.

## Calendrier
| Q | Qualification | F | Finale |

| Épreuve↓/Date →             | Ven. 19 | Sam. 20 | Dim. 21 |
| --------------------------- | ------- | ------- | ------- |
| Concours général individuel | Q       | F       |         |

## Format de la compétition
La compétition consiste en une épreuve de qualifications et une épreuve finale. Les 10 premières gymnastes sont qualifiées pour l'épreuve finale. Pour chaque épreuve, les gymnastes exécutent quatre exercices (cerceau, ballon, massues et ruban) et les scores obtenus sont ajoutés pour donner la note totale.

## Qualifications aux Jeux Olympiques
| Compétition                | Critère                     | Qualifiés |
| -------------------------- | --------------------------- | --- |
| Championnats du monde 2015 | Top 15 (maximum 2 par pays) | Yana Kudryavtseva Russie Margarita Mamun Russie Melitina Staniouta Biélorussie Salome Phajava Géorgie Ganna Rizatdinova Ukraine Marina Durunda Azerbaïdjan Neta Rivkin Israël Laura Zeng États-Unis Carolina Rodriguez Espagne Neviana Vladinova Bulgarie Son Yeon-Jae Corée du Sud Kseniya Moustafaeva France Katsiaryna Halkina Biélorussie Varvara Filiou Grèce Kaho Minagawa Japon |
| Pré-olympiques Test-Event  | Top 8                       | Sabina Ashirbayeva Kazakhstan Nicol Ruprecht Autriche Veronica Bertolini Italie Ekaterina Volkova Finlande Anastasyia Serdyukova Ouzbékistan Ana Luiza Filiorianu Roumanie Shang Rong Chine Jana Berezko-Marggrander Allemagne |
| Invitations de la FIG      | Pays organisateur           | Natalia Gaudio Brésil |
| Invitations de la FIG      | Continent non représenté    | Danielle Prince Australie |
| Invitations de la FIG      | Commission Tripartite       | Elyane Boal Cap-Vert |
| TOTAL                      | TOTAL                       | 26 |

## Qualifications
Les qualifications ont eu lieu le vendredi 19 août 2016.
| Place | Gymnaste                 | Pays         |        |        |        |        | Total  | Qualification |
| ----- | ------------------------ | ------------ | ------ | ------ | ------ | ------ | ------ | ------------- |
| 1     | Margarita Mamun          | Russie       | 18.833 | 19.000 | 17.500 | 19.050 | 74.383 | Q             |
| 2     | Yana Kudryavtseva        | Russie       | 18.166 | 18.616 | 19.000 | 18.216 | 73.998 | Q             |
| 3     | Ganna Rizatdinova        | Ukraine      | 18.400 | 18.566 | 18.466 | 18.500 | 73.932 | Q             |
| 4     | Melitina Staniouta       | Biélorussie  | 18.400 | 17.650 | 18.350 | 18.175 | 72.575 | Q             |
| 5     | Son Yeon-Jae             | Corée du Sud | 17.466 | 18.266 | 18.358 | 17.866 | 71.956 | Q             |
| 6     | Neviana Vladinova        | Bulgarie     | 17.666 | 17.700 | 17.800 | 17.800 | 70.966 | Q             |
| 7     | Carolina Rodríguez       | Espagne      | 17.566 | 17.750 | 17.833 | 17.366 | 70.515 | Q             |
| 8     | Marina Durunda           | Azerbaïdjan  | 17.466 | 17.466 | 17.683 | 17.733 | 70.348 | Q             |
| 9     | Katsiaryna Halkina       | Biélorussie  | 17.733 | 17.733 | 17.200 | 17.466 | 70.132 | Q             |
| 10    | Kseniya Moustafaeva      | France       | 17.600 | 17.516 | 17.500 | 17.366 | 69.982 | Q             |
| 11    | Laura Zeng               | États-Unis   | 17.650 | 17.666 | 17.700 | 16.825 | 69.841 | R             |
| 12    | Sabina Ashirbayeva       | Kazakhstan   | 17.183 | 17.283 | 17.400 | 17.366 | 69.232 | R             |
| 13    | Neta Rivkin              | Israël       | 17.041 | 17.866 | 17.533 | 16.783 | 69.223 |               |
| 14    | Salome Pazhava           | Géorgie      | 17.233 | 17.783 | 17.433 | 16.666 | 69.115 |               |
| 15    | Varvara Filiou           | Grèce        | 17.208 | 17.333 | 17.333 | 16.750 | 68.624 |               |
| 16    | Kaho Minagawa            | Japon        | 16.666 | 17.341 | 17.500 | 17.016 | 68.523 |               |
| 17    | Anastasiya Serdyukova    | Ouzbékistan  | 17.166 | 17.100 | 17.316 | 16.908 | 68.490 |               |
| 18    | Jana Berezko-Marggrander | Allemagne    | 17.100 | 16.983 | 17.100 | 17.066 | 68.249 |               |
| 19    | Veronica Bertolini       | Italie       | 17.516 | 16.550 | 17.541 | 16.400 | 68.007 |               |
| 20    | Nicol Ruprecht           | Autriche     | 16.833 | 16.666 | 17.166 | 17.033 | 67.698 |               |
| 21    | Ekaterina Volkova        | Finlande     | 16.916 | 16.966 | 17.000 | 16.633 | 67.515 |               |
| 22    | Ana Luiza Filiorianu     | Roumanie     | 16.850 | 16.800 | 16.808 | 17.000 | 67.458 |               |
| 23    | Natália Gaudio           | Brésil       | 16.566 | 16.300 | 16.450 | 16.216 | 65.532 |               |
| 24    | Shang Rong               | Chine        | 16.566 | 16.766 | 15.716 | 15.966 | 65.014 |               |
| 25    | Danielle Prince          | Australie    | 14.500 | 15.250 | 15.716 | 15.550 | 61.016 |               |
| 26    | Elyane Boal              | Cap-Vert     | 9.833  | 10.033 | 9.991  | 8.783  | 38.640 |               |

## Finale
| Rang               | Gymnaste            | Pays         |             |             |             |             | Total       |
| ------------------ | ------------------- | ------------ | ----------- | ----------- | ----------- | ----------- | ----------- |
| Médaille d'or      | Margarita Mamun     | Russie       | 19.050 (2)  | 19.150 (2)  | 19.050 (1)  | 19.233 (2)  | 76.483      |
| Médaille d'argent  | Yana Kudryavtseva   | Russie       | 19.225 (1)  | 19.250 (1)  | 17.883 (5)  | 19.250 (1)  | 75.608      |
| Médaille de bronze | Ganna Rizatdinova   | Ukraine      | 18.200 (4)  | 18.450 (3)  | 18.450 (2)  | 18.483 (3)  | 73.583      |
| 4                  | Son Yeon-Jae        | Corée du Sud | 18.216 (3)  | 18.266 (4)  | 18.300 (3)  | 18.116 (4)  | 72.898      |
| 5                  | Melitina Staniouta  | Biélorussie  | 18.200 (4)  | 18.250 (5)  | 16.633 (10) | 18.050 (5)  | 71.133      |
| 6                  | Katsiaryna Halkina  | Biélorussie  | 17.966 (6)  | 17.966 (6)  | 17.650 (8)  | 17.350 (7)  | 70.932      |
| 7                  | Neviana Vladinova   | Bulgarie     | 17.883 (7)  | 17.750 (7)  | 18.050 (4)  | 17.050 (8)  | 70.733      |
| 8                  | Carolina Rodríguez  | Espagne      | 17.616 (9)  | 17.683 (8)  | 17.700 (7)  | 16.950 (9)  | 69.949      |
| 9                  | Marina Durunda      | Azerbaïdjan  | 16.950 (10) | 17.541 (9)  | 17.716 (6)  | 17.541 (6)  | 69.748      |
| 10                 | Kseniya Moustafaeva | France       | 17.700 (8)  | 16.883 (10) | 16.916 (9)  | 16.741 (10) | 68.240 (10) |